# Brattorpsåns naturreservat

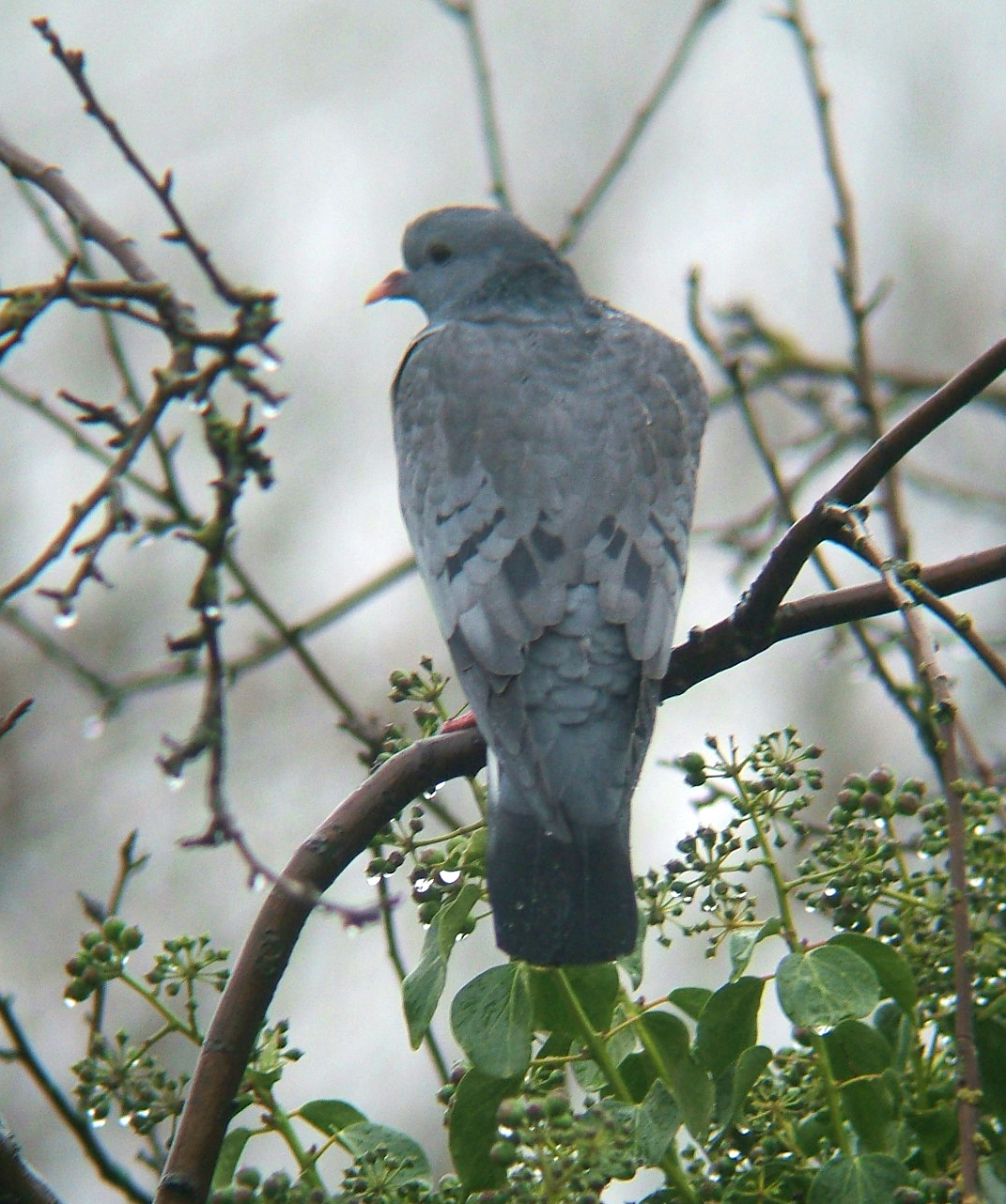
Skogsduva

Brattorpsån är ett naturreservat i Hjärtums socken i Lilla Edets kommun i Västra Götalands län.
Reservatet ligger söder om Hjärtum 4 km nordväst om Lilla Edet och består till stor del av den ravin som ån skapat. Det är skyddat sedan 2002 och omfattar 47 hektar. 
Brattorpsån är ett av Göta älvs biflöden. Ravinen är bevuxen med lövskog och där är rikligt med död ved. Ravinen omges av ett odlingslandskap. I den nedre, lugnflytande delen omges ån av våtmarkspartier. Det fuktiga klimatet längs ån och i ravinen är gynnsamt för lavar och mossor. Där förekommer svamparterna stor sotdyna och narrtagging

Ån utgör en viktig plats för reproduktion av lax och havsöring. 

De rödlistade arterna skogsduva, mindre hackspett och kungsfiskare finns i området. 
Området ingår i det europeiska nätverket för bevarande av biologisk mångfald, Natura 2000 och förvaltas av Västkuststiftelsen.